# Président de la République togolaise
Le président de la République togolaise est le chef de l'État du Togo. Ses compétences politiques et institutionnelles sont régies par la Constitution.

## Système électoral

### Depuis 2024
Sous la Constitution de 2024, le président de la République est élu pour un mandat de quatre ans — renouvelable une seule fois — au scrutin indirect par un collège électoral composé des membres de l'Assemblée nationale et du Sénat, réunis en Congrès. Lors des deux premiers tours, est élu le candidat réunissant la majorité absolue du total des membres du collège électoral. Au troisième tour, la majorité requise est abaissée à la majorité simple.
Ce collège doit être convoqué par le président de l'Assemblée nationale dans les trente jours qui précèdent le terme du mandat du chef de l'État sortant. Si l'Assemblée nationale est dissoute ou si la fin de la législature en cours est dans moins de trois mois, l'élection présidentielle est convoqué dans les quarante-cinq jours qui suivent l'installation de la nouvelle législature. Dans l'éventualité d'un empêchement définitif du président de la République en exercice, la réunion des grands électeurs est convoquée au plus tard dans les quarante-cinq jours à partir de la fin précipitée du mandat du président sortant.
Pour se présenter, un candidat doit être proposé par l'un des groupes parlementaires de l'Assemblée nationale, il doit être exclusivement de nationalité togolaise de naissance, être âgé de plus de 50 ans au moment de l'élection et jouir de ses droits civiques et politiques ainsi que résider sur le territoire national depuis plus d'un an. Enfin, il doit avoir été constaté par trois médecins accrédités par la Cour Constitutionnelle comme présentant un état général de bien-être physique et mental.

### Précédent
Le président de la République est élu au scrutin uninominal majoritaire à deux tours pour un mandat de cinq ans renouvelable une seule fois. Pour l’emporter dès le premier tour, un candidat doit réunir la majorité absolue des suffrages exprimés. À défaut, un second tour est organisé entre les deux candidats arrivés en tête, et celui recueillant le plus de suffrages est déclaré élu.
Le système à deux tours a été institué par la révision constitutionnelle de 2019. Auparavant, le scrutin s'effectuait en un seul tour. La révision a également instituée la limitation à deux mandats, mais pas de manière rétroactive, les mandats passés ou encore en cours n'étant pas pris en compte.
En mars 2024, les députés étudient un projet de révision constitutionnelle proposée par un groupe parlementaire proche du pouvoir, qui vise à instaurer un régime parlementaire en lieu et place de celui présidentiel en vigueur. Le chef du gouvernement serait le président du Conseil des ministres, tandis que la fonction de président de la République deviendrait essentiellement symbolique, avec un rôle de soutien à la cohésion et l'unité de la nation. Le 25 mars, les députés adoptent la révision constitutionnelle. Cette constitution est contestée par l'opposition et plusieurs organisations de la société civile. En mai 2024, Faure Gnassingbé promulgue la nouvelle constitution, qui fait rentrer le pays dans la Ve République.